# 1777 en architecture
| Années de l'architecture : 1774 - 1775 - 1776 - 1777 - 1778 - 1779 - 1780    |
| Décennies de l'architecture : 1740 - 1750 - 1760 - 1770 - 1780 - 1790 - 1800 |

Cet article présente les faits marquants de l'année 1777 en architecture.

## Réalisations
- Construction de l'hôtel Thiroux de Montsauge à Paris, par Le Boursier pour le financier Denis-Philibert Thiroux de Montsauge, fermier des Postes.
- Construction de la salle des Jeunes élèves, boulevard du Temple à Paris, par François-Nicolas Trou dit Henry.
- Entre 1777 et 1783, Louis François Joseph de Bourbon-Conti qui a hérité d'un château à L'Isle-Adam le fait entièrement reconstruire par l'architecte Jean-Baptiste André.

## Événements
- x

## Récompenses
- Académie royale d'architecture : Alexandre-Théodore Brongniart, Antoine-François Peyre

## Naissances
- 10 janvier : François Cuvilliés le Jeune, architecte et graveur, actif en Bavière († 24 octobre 1731).
- Jean-Antoine Alavoine († 1834).
- François Debret († 1850).

## Décès
- 1er octobre : Pierre Contant d'Ivry (° 11 mai 1698).